# Hans Dahllöf
Hans "Länsman" Dahllöf, född 25 januari 1941, är en före detta svensk ishockeymålvakt och lagledare. Han arbetade som polis i 48 år.
Hans Dahllöf spelade i Brynäs IF mellan åren 1960 och 1972 och vann fem SM-guld med klubben. Han spelade med Sveriges herrlandslag i ishockey vid OS 1968 där laget slutade fyra. Han blev efter sin aktiva karriär lagledare för Brynäs mellan åren 1993 och 1996. 
Under säsongen 1992 till 1993 gjorde Hans Dahllöf comeback som målvaktsreserv i Brynäs. Han var då 52 år och brukar kallas den äldsta reserven i högsta serien i ishockey.

## Meriter
- SM-guld 1964, 1966, 1967, 1968, 1971